# Cratere Kelly
Kelly  è un cratere sulla superficie di Venere.